# Владимировское (Новосибирская область)
Влади́мировское — село в Убинском районе Новосибирской области. Административный центр Владимировского сельсовета.

## География
Площадь села — 124 гектара.

## Население
| 2002 | 2007 | 2010 |
| ---- | ---- | ---- |
| 419  | ↗422 | ↘359 |

## Инфраструктура
В селе по данным на 2007 год функционируют 1 учреждение здравоохранения и 1 учреждение образования.